# Liomioma uterí
El liomioma uterí (o fibromioma uterí o mioma uterí) és un tumor benigne i no cancerós que creix en el teixit muscular de l'úter o miometri. S'estima que aproximadament una de cada quatre o cinc dones de més de 35 anys tenen aquest tumor. Es classifiquen generalment en funció de la seva localització: submucosos - a l'endometri-, intramurals - al miometri- i subserosos - fora del miometri, cap a l'exterior uterí.
L'aparició i creixement del mioma es va afavorint pels estrògens, de manera que es presenta habitualment en l'edat fèrtil de la dona, resultant molt infreqüent abans de la menstruació o després de la menopausa.
El seu tractament dependrà de la clínica que generin. Així, doncs, petits miomes situats a l'endometri poden causar metrorràgies importants o hipermenorrees. En canvi, altres miomes molt més grans situats intramurals o subserosos poden no donar cap símptoma.
En molts casos, l'exploració bimanual per part d'un ginecòleg permet detectar la presència d'aquests tumors, la seva mida i la seva localització. En pacients obeses, o miomes més aviat petits, l'exploració pot ser confusa (falsos negatius). La tècnica diagnòstica per la imatge més útil és l'ecografia, que es pot realitzar tant per via vaginal com abdominal. Els ecògrafs moderns permeten detectar miomes de fins a 5 mm i els sistemes de Doppler que utilitzen permeten analitzar la seva vascularització. Altres tècniques diagnòstiques per la imatge són la tomografia computada (TAC) i la ressonància magnètica nuclear (RMN).
En alguns casos són susceptibles de ser operats, però d'altres es poden tractar mèdicament.